# Telmatoscopus britteni
Telmatoscopus britteni és una espècie de dípter pertanyent a la família (biologia)|família dels psicòdids present a la Gran Bretanya, França, Suïssa, Itàlia, Alemanya (com ara, Saxònia), Eslovènia, Hongria, Lituània i els territoris de les antigues Txecoslovàquia i Iugoslàvia.